# Seznam jezer v Tádžikistánu
Tádžická jezera (tádžicky jezero - -кул). V Tádžikistánu je soustředěno 72 % všech jezer, která náleží do povodí Amudarji. Celkem je v Tádžikistánu 1449 jezer o celkové ploše 716 km². Jsou to především obrovské zásobárny sladké čisté vody.

## Tabulka
Seznam zachycuje v tabulce jezera bez tádžických přehrad seřazen podle rozlohy.
| jezero          | rozloha km² | maximální hloubka m | nadmořská výška m | oblast            |
| --------------- | ----------- | ------------------- | ----------------- | ----------------- |
| Karakul         | 370,0       | 238                 | 3 914             | Horní Badachšán   |
| Sarezské jezero | 90,0        | 500                 | 3 239             | Horní Badachšán   |
| Jašilkul        | 36,0        | 52                  | 3 734             | Horní Badachšán   |
| Zorkul          | 20,1        | 6                   | 4 126             | Horní Badachšán   |
| Šorkul          | 15,8        | 2                   | 3 782             | Horní Badachšán   |
| Čakankul        | 11,5        | 3                   | 4 130             | Horní Badachšán   |
| Učkul           | 10,0        | 5                   | 4 250             | Horní Badachšán   |
| Turumtaikul     | 9,0         | 18                  | 4 202             | Horní Badachšán   |
| Sassykkul       | 9,0         | 5                   | 3 820             | Horní Badachšán   |
| Rangkul         | 7,8         | 2,5                 | 3 782             | Horní Badachšán   |
| Velký Kukdžigit | 6,7         | 18                  | 4 260             | Horní Badachšán   |
| Bulunkul        | 3,5         | 5                   | 3 737             | Horní Badachšán   |
| Iskanderkul     | 3,4         | 72                  | 2 195             | Sogdijský vilájet |
| Salangur        | 3,0         | 1,5                 | 4 160             | Horní Badachšán   |